# Zamek w Korsuniu
 Zamek w Korsuniu – zamek na planie czworokąta z czterema narożnymi bastionami (obecnie w miejscowości Korsuń Szewczenkowski). Znajdował się na wschód od pałacu i na południe od rynku.

## Historia
Rewizja zamków województwa kijowskiego z 1570 r. podaje: Horodyszcz w województwie kijowskim pustych bardzo wiele, które gdyby były zabudowane, wielka obrona i bezpieczeństwo stałoby się nie tylko województwu kijowskiemu, ale i koronie polskiej. Spis ów  obronnych i pustych zameczków na Ukrainie sporządzili rewizorzy na żądanie króla Polski Stefana Batorego. Tenże król na prośbę ks. Michała Wiśniowieckiego, kasztelana kijowskiego i jego syna ks. Aleksandra Wiśniowieckiego, starosty kaniowskiego i czerkaskiego dał przywilej założenia miasta na prawie magdeburskim. Korzystając z dawnych obwałowań, urządzono przy nowej osadzie dorywczą warownię, która wraz z osadą zaczęła nosić miano Korsunia Czerkaskiego.  Zamek, mający już wtedy prawdopodobnie charakter niewielkiej czworokątnej bastionowej fortyfikacji, umocnił w 1664 roku Jan Sapieha, dzięki czemu, pomimo tego, że był uznawany za słabą twierdzę, w 14 kwietnia 1665 roku polska załoga pod dowództwem starosty Samuela Leszczyńskiego i komendanta Jana Dennemarka obroniła się w niej przed atakiem wspomaganego przez Rosjan kozackiego pułkownika Hryhorija Hamaliji, jednakże samo miejsce zostało spalone.

## Architektura, wyposażenie
Lustracja z XVII w. podaje: Przy mieście zamku żadnego nie ma, tylko przygródek, w którym rozmaici ludzie mieszkają. Armata: działo spiżowe 1, hakownic 10, prochu beczek półtorej.
Lustracja z 1765 r. tak opisuje warownię: Zamek jest w około walem kwadratowym, z czterema rądelami, z dawna obsypany, w koło tego zamku fosa głęboka, z dawna rżnięta i palami dębowymi po wale w około opalisadowany. Wjeżdżając do tego zamku most ze zwodem, brama w końcu mostu ze strzelnicami dla obrony nowo wystawiona; w tej bramie izdebka dla kozaków; na tej bramie izba z alkierzem i garderobą, na drugim piętrze pomieszczenia letnie tarcicami wyszalowane, w środku zamku budynek pokryty, to jest pomieszczenia dla jegomości pana gubernatora, na boku kuchnia i piekarnia, przy niej chałupa dla kozaków, stary spichlerz, stajnia i dawna wozownia; furta do tego zamku podobna do baszty, nowo zbudowana, w tej furcie pomieszczenia dla kozaków, na górze i dole ze strzelnicami, dla obrony od hultajów ukraińskich; studnia obok tej furty naprawy potrzebująca, dawno zawalona.